# Paweł Kościelniak
Paweł Kościelniak (ur. 26 sierpnia 1952 w Krakowie) – polski chemik, profesor nauk chemicznych, profesor Uniwersytetu Jagiellońskiego.

## Życiorys
W 1976 ukończył studia na Uniwersytecie Jagiellońskim. Doktoryzował się w 1981 na macierzystej uczelni. Stopień doktora habilitowanego uzyskał w 1989 na UJ w oparciu o pracę pt. Problemy kalibracji procedury analitycznej w spektrometrii płomieniowej. Tytuł profesora nauk chemicznych otrzymał 31 lipca 2000.
Zawodowo związany z Uniwersytetem Jagiellońskim, na którym doszedł do stanowiska profesora. W 1997 został kierownikiem Zakładu Chemii Analitycznej. W latach 2002–2008 pełnił przez dwie kadencje funkcję prodziekana Wydziału Chemii. Ponadto w latach 1996–2013 pracował w Instytucie Ekspertyz Sądowych im. Prof. dra J. Sehna w Krakowie.
Specjalizuje się w chemii analitycznej. Opublikował ponad 310 prac, wypromował ponad 20 doktorów. Został członkiem Komitetu Chemii Analitycznej PAN.
W 2005, za wybitne zasługi w pracy naukowej, dydaktycznej i organizacyjnej, został odznaczony Krzyżem Kawalerskim Orderu Odrodzenia Polski. Otrzymał także Złoty Krzyż Zasługi (1995) i Medal Komisji Edukacji Narodowej (2014).